# Sophora
Sophora er en slægt, der omfatter ca. 40 arter af små træer og buske. De er udbredt fra Sydøsteuropa over Sydasien, Australien, New Zealand og Polynesien til det vestlige Sydamerika. Slægten har tidligere været mere rummelig og omfattet andre slægter, først og fremmest Pagodetræ-slægten, der afviger fra Sophora ved, at de mangler evnen til at skabe symbiose med kvælstofsamlende bakterier.
| Arter |

- Sophora chrysophylla Hawaii
- Sophora denudata Réunion
- Sophora macnabiana Chile, Gough
- Sophora macrocarpa Chile
- Sophora microphylla New Zealand
- Sophora tomentosa langs alle tropiske kyster
- Sophora tetraptera New Zealand
- Sophora toromiro Påskeøen

Pagodetræ er udskilt af denne slægt og hører nu hjemme i Pagodetræ-slægten (Styphnolobium).